# Atacul armat de la Aeroportul Internațional Chișinău
Pe 30 iunie 2023, un bărbat a împușcat mortal două persoane și a rănit o alta pe Aeroportul Internațional Chișinău din Republica Moldova, după ce i s-a refuzat intrarea în țară. Făptașul a fost apoi împușcat și reținut de forțele de securitate și a murit din cauza rănilor suferite trei zile mai târziu.

## Atacul
O sursă din cadrul poliției a declarat că bărbatul a sosit din Istanbul, Turcia și că a folosit arme de foc împotriva polițiștilor de frontieră. Site-ul de știri NewsMaker, citând oficiali anonimi, a declarat că bărbatul a sustras arma de la un ofițer de poliție de frontieră după ce acesta a fost dus într-o zonă cu acces interzis, pentru verificări adăugătorare. A omorât un angajat al Inspectoratului General al Serviciului Vamal al Republicii Moldova și un angajat al Serviciului de Securitate Aeroportuară. O altă persoană, un pasager, a fost rănit și spitalizat. Conform unor relatări, făptașul a luat ostatici și s-a ascuns într-una dintre camerele aeroportului. O înregistrare video de la fața locului arăta pasageri în apropierea aeroportului întinși pe iarbă în timp ce clădirea era evacuată. La ora locală 18:30 (EEST), Ministerul Afacerilor Interne al Republicii Moldova a anunțat că bărbatul care a înscenat atacul armat a fost reținut. Procurorul general al Republicii Moldova a declarat ulterior că acesta a fost spitalizat după ce a suferit răni grave în urma intervenției forțelor speciale.
Guvernul Republicii Moldova a declarat că toate zborurile au fost întârziate, iar pasagerii au fost evacuați de pe aeroport. În plus, președinta Republicii Moldova, Maia Sandu, a declarat că instituțiile statului au fost plasate în stare de alertă maximă și a transmis condoleanțe familiilor și rudelor victimelor, adăugând, de asemenea, că atacatorul era un cetățean străin căruia i s-a refuzat intrarea în țară de către autorități din motive de securitate.

## Făptuitorul
Conform informațiilor inițiale neconfirmate, făptașul era un cetățean rus. Au existat, de asemenea, afirmații conform cărora făptașul ar fi fost un mercenar al Grupului Wagner. Ulterior, prim-ministrul moldovean Dorin Recean a declarat că atacatorul era un cetățean tajikistanez în vârstă de 43 de ani, căruia i se interzisese intrarea în Republica Moldova din motive de securitate. Autoritățile tadjice l-au identificat ulterior ca fiind Rustam Ashurov, membru al unui „grup criminal organizat” care răpise un director de bancă din Dușanbe cu o săptămână înainte.
Pe 3 iulie, la ora 22:35 (EEST), Așurov a murit din cauza rănilor la spital.

## Consecințe
Pe 14 iulie, Recean a anunțat că trei miniștri moldoveni au demisionat în urma unei ședințe guvernamentale privind atacul armat. Aceștia au fost Lilia Dabija, ministrul Infrastructurii și Dezvoltării Regionale, Ana Revenco, ministrul Afacerilor Interne și Anatolie Topală, ministrul Educației și Cercetării. Aceștia au fost înlocuiți în funcții pe 17 iulie de Andrei Spînu, Adrian Efros și, respectiv, Dan Perciun.